# العلاقات الإسبانية الدومينيكية
العلاقات الإسبانية الدومينيكية هي العلاقات الثنائية التي تجمع بين إسبانيا ودومينيكا.

## مقارنة بين البلدين
هذه مقارنة عامة ومرجعية للدولتين:
| وجه المقارنة                                              | إسبانيا                                                                             | دومينيكا              |
| --------------------------------------------------------- | ----------------------------------------------------------------------------------- | --------------------- |
| المساحة (كم2)                                             | 505.99 ألف                                                                          | 751                   |
| عدد السكان (نسمة)                                         | 46.73 مليون                                                                         | 73.92 ألف             |
| الكثافة السكانية (ن./كم²)                                 | 92.35                                                                               | 9.84 ألف              |
| العاصمة                                                   | مدريد                                                                               | روسو                  |
| اللغة الرسمية                                             | اللغة الإسبانية، اللغة الغاليسية، لغة بشكنشية، اللغة الكتالونية، اللغة الأوكسيتانية | لغة إنجليزية          |
| العملة                                                    | يورو، بيزيتا إسبانية                                                                | دولار شرق الكاريبي    |
| الناتج المحلي الإجمالي (بليون دولار)                      | 1.31 تريليون                                                                        | 562.54 مليون          |
| الناتج المحلي الإجمالي (تعادل القوة الشرائية) بليون دولار | 1.77 تريليون                                                                        | 789.63 مليون          |
| الناتج المحلي الإجمالي الاسمي للفرد دولار أمريكي          | 28.16 ألف                                                                           | 7.12 ألف              |
| الناتج المحلي الإجمالي للفرد دولار أمريكي                 | 38.00 ألف                                                                           | 10.88 ألف             |
| مؤشر التنمية البشرية                                      | 0.876                                                                               | 0.724                 |
| رمز المكالمات الدولي                                      | +34                                                                                 | +1767                 |
| رمز الإنترنت                                              | .es                                                                                 | .dm                   |
| المنطقة الزمنية                                           | ت ع م+01:00، ت ع م+02:00                                                            | 00، توقيت أطلنطي موحد |

## منظمات دولية مشتركة
يشترك البلدان في عضوية مجموعة من المنظمات الدولية، منها:
| علم المنظمة | اسم المنظمة                        | تاريخ انضمام إسبانيا | تاريخ انضمام دومينيكا |
| ----------- | ---------------------------------- | -------------------- | --------------------- |
|             | مؤسسة التنمية الدولية              | 18 أكتوبر 1960       | 29 سبتمبر 1980        |
|             | يونسكو                             | 30 يناير 1953        | 9 يناير 1979          |
|             | وكالة ضمان الاستثمار متعدد الأطراف | 29 أبريل 1988        | 7 أكتوبر 1991         |
|             | الأمم المتحدة                      | 14 ديسمبر 1955       | 18 ديسمبر 1978        |
|             | الاتحاد البريدي العالمي            | ?                    | ?                     |
|             | البنك الدولي للإنشاء والتعمير      | 15 سبتمبر 1958       | 29 سبتمبر 1980        |
|             | الاتحاد الدولي للاتصالات           | 1866                 | 28 أكتوبر 1996        |
|             | منظمة حظر الأسلحة الكيميائية       | ?                    | ?                     |
|             | مؤسسة التمويل الدولية              | 24 مارس 1960         | 29 سبتمبر 1980        |
|             | منظمة التجارة العالمية             | ?                    | ?                     |
|             | منظمة الشرطة الجنائية الدولية      | ?                    | ?                     |

## أعلام
هذه قائمة لبعض الشخصيات التي تربطها علاقات بالبلدين:
- أميليا فيغا (7 نوفمبر 1984 – )
- أوسكار دي لا رينتا (22 يوليو 1932[21][22][23] – 20 أكتوبر 2014[21][22][24])
- خواكين بالاغوار (1 سبتمبر 1906[25][26] – 14 يوليو 2002[25][26][27])
- خوان لويس غيرا (7 يونيو 1957 – )
- دانيلو ميدينا (10 نوفمبر 1956[28] – )
- رافائيل تروخيو (24 أكتوبر 1891[29][30][31] – 30 مايو 1961[29][31][32])
- ماري جو فرنانديز (لاعبة كرة مضرب أمريكية، 19 أغسطس 1971 – )

## وصلات خارجية
- موقع وزارة الخارجية الإسبانية